# Captain Scarlet und die Rache der Mysterons

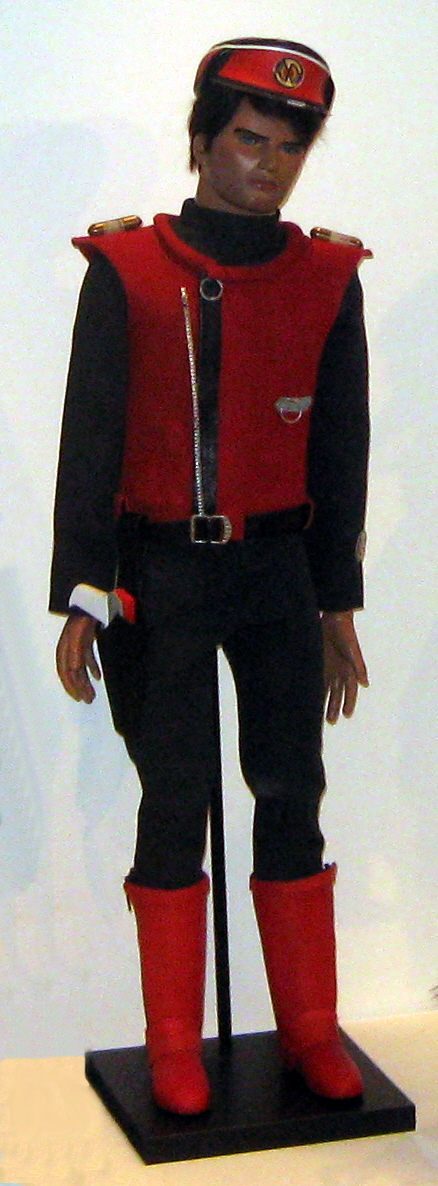
NMM Captain Scarlet 2016

Captain Scarlet und die Rache der Mysterons ist eine britische Marionetten-Science-Fiction-Serie des bekannten Produzenten-Ehepaares Gerry und Sylvia Anderson und Nachfolger der überaus erfolgreichen Thunderbirds. Die Serie erzählt von den Abenteuern der hochtechnisierten Spezialeinheit „Spectrum“ bei dem verzweifelten Versuch, Terroranschläge einer außerirdischen Macht zu verhindern. Der beste Agent von Spectrum, Captain Scarlet, erhält durch einen Zufall einen unzerstörbaren Körper und wird dadurch zum größten Trumpf der Erde im Kampf gegen die körperlosen Mysterons.

## Story
Im Jahr 2068 entdeckt eine irdische Forschungsexpedition eine außerirdische Stadt auf dem Mars. Durch ein Missverständnis – die Beobachtungskamera der Aliens sieht wie eine bedrohliche Waffe aus – eröffnen die Menschen das Feuer und zerstören die Stadt bis auf die Grundmauern, woraufhin die Fremden der Erde einen hoffnungslosen Nervenkrieg durch Terroranschläge erklären.
Die körperlosen Außerirdischen nennen sich Mysterons und besitzen die Fähigkeit, zerstörte Objekte – und getötete Menschen – auf molekularer Basis neu zu erschaffen und für ihre finsteren Zwecke einzusetzen.
Nachdem Spectrum-Agent Captain Black bereits zum Werkzeug der Mysterons wurde, ereilt auch Captain Scarlet dieses Schicksal – er wird bei einem provozierten Autounfall getötet und durch ein Mysteron-Double ersetzt. Unter Kontrolle der Mysterons nimmt er den Weltpräsidenten als Geisel und flüchtet auf eine hochgelegene Plattform, von der er nach einem Schusswechsel zu Tode stürzt.
Doch der Tote kehrt überraschend wieder ins Leben zurück, da sein Mysteronkörper sich innerhalb weniger Stunden selbst heilt. Doch steht er nicht mehr unter Kontrolle der Mysterons und hat seine alte Persönlichkeit wieder.
Praktisch mit einem unzerstörbaren Körper ausgestattet, kann Captain Scarlet nun viele gefährliche Situationen überstehen.
In einem verzweifelten Wettrennen gegen die Zeit gelingt es Spectrum meistens, die angekündigten Terroranschläge aus dem All zu vereiteln, doch oft sind alle Anstrengungen vergeblich. Ihrem eigentlichen Ziel – mit den Mysterons zu verhandeln und das Missverständnis um die Zerstörung der Marsstadt aufzuklären – kommt Spectrum nicht näher.

## Hintergrund
Captain Scarlet ist die fünfte Fernsehserie der Andersons und sollte an den großen Erfolg von Thunderbirds anknüpfen, was jedoch nicht gelang.
Thunderbirds war ein Programm für die ganze Familie, in den ca. einstündigen Folgen kam neben der knisternden Spannung auch die Liebe, das Familienleben und vor allem der Humor nicht zu kurz.
Captain Scarlet konzentrierte sich in den halbstündigen Folgen jedoch fast ausschließlich auf die Einsätze, zwar gibt es ein paar humorvolle Einlagen, aber bezeichnenderweise wurde ausgerechnet für die Figur des Helden, Captain Scarlet, kein „Smiler“ – also ein Puppenkopf mit lächelnden Gesichtszügen – gebaut, dafür immerhin für seinen Chef, Colonel White.
Bei aller Perfektion der Tricktechnik wurden Scarlets Einsätze von den Zuschauern generisch und die Aktionen der Mysterons vorhersehbar empfunden. Auch ist die Serie sehr brutal (Eiskalte Morde, blutverschmierte Leichen, …) und wurde im Rahmen des Kinderprogramms kritisch betrachtet.
Der Konflikt mit den Mysterons wird in den 32 Folgen nicht aufgelöst. Als nächste Serie produzierten die Andersons Joe 90, die wieder stärker auf das Kinderpublikum zugeschnitten war.

## Tricktechnik
Technisch bedeutete die Serie gegenüber dem Vorgänger Thunderbirds einen gewaltigen Sprung nach vorne. Die Marionetten hatten nun keine überdimensionierten Köpfe mehr, sondern exakt menschliche Proportionen. Dies war möglich geworden, da der Elektromagnet zur Erzeugung der Mundbewegungen kleiner konstruiert werden konnte und nun in der Brust der Puppen seinen Platz fand. (Siehe auch Supermarionation)
Die Sets, in denen die Puppen agierten, waren erheblich detailgetreuer geworden und exakt maßstäblich – wenn gerade keine Puppe im Bild war, hätten die Sets ohne weiteres auch für Realaufnahmen dienen können.
Allerdings waren die Puppen unbeweglicher als ihre Vorgänger, und das putzige Gehen und Laufen der Marionetten, welches bereits in Thunderbirds möglichst wenig gezeigt worden war, sah bei den neuen Marionetten mit ihren menschlichen Proportionen absolut unmöglich aus.
Daher sieht man die Darsteller meistens nur stehend oder sitzend agieren, und wie bereits in Stingray und Thunderbirds besteigen die Helden ihre Fahrzeuge für gewöhnlich über Lifte oder ähnliches.
Oft wurde auch aus der Ich-Perspektive des Schauspielers gefilmt – die Kamera bewegt sich durch die Modell-Landschaft, und man hört die Trittgeräusche des Helden.
In einigen Episoden ließ man Detailaufnahmen wie das Öffnen einer Tür durch einen realen Schauspieler durchführen, wobei dieser aber nur vom Hals abwärts zu sehen war.

## Spielfilme
Im Rahmen der Reihe „Super Space Theater“ wurden zwei Kompilationsfilme erstellt, wobei der Inhalt aus den Einzelepisoden leicht verändert wurde:
- 1980: „Captain Scarlet vs. the Mysterons“
- 1981: „Revenge of the Mysterons from Mars“

## Reboot
2005 gab es von „Captain Scarlet“ ein CGI-Reboot mit dem Titel „Gerry Anderson’s New Captain Scarlet“ (26 Folgen).